# Wincanton
Wincanton är en ort och civil parish i Wincanton civil parish i Storbritannien. Den ligger i grevskapet Somerset och riksdelen England, i den södra delen av landet, 170 km väster om huvudstaden London. Wincanton ligger 110 meter över havet och antalet invånare är 4 910. Byn nämndes i Domedagsboken (Domesday Book) år 1086, och kallades då Wincaletone/Wincalletonna.
Terrängen runt Wincanton är platt. Runt Wincanton är det ganska tätbefolkat, med 155 invånare per kvadratkilometer. Närmaste större samhälle är Frome, 19,9 km norr om Wincanton. Trakten runt Wincanton består i huvudsak av gräsmarker.